# Killington (Vermont)
Killington est une ville américaine du Comté de Rutland dans le Vermont qui comptait 811 habitants lors du recensement de 2010. On y trouve notamment la station de ski Killington Resort, l'une des plus importantes de l'est du pays. La ville s'appelait initialement Sherburne et a été renommée Killington en 1999.

## Histoire

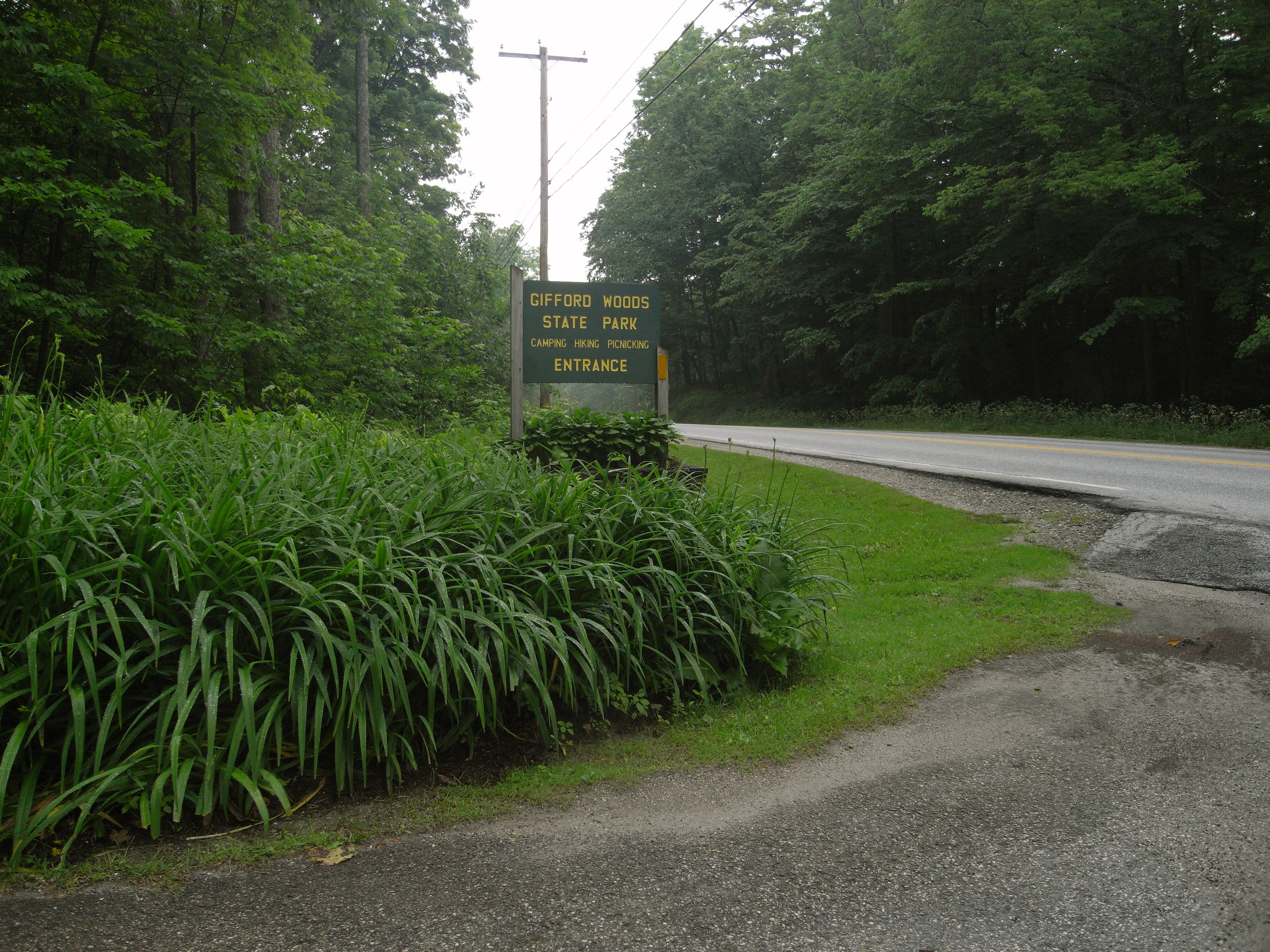

La ville de Killington a été fondé le 7 juillet 1761 ; elle est renommée Sherbune en 1800 en référence au colonel Benjamin Sherburne,. La ville ne reprend son nom initial de Killington le 2 mars 1999, changement approuvé par l'Assemblée générale du Vermont et devient effective le 1er juillet de la même année.
Killington a été l'une des treize villes du Vermont à être isolées par l'ouragan Irene en août 2011, isolement qui a duré 19 jours.

### Référendums sécessionnistes
Les électeurs de Killington ont voté à deux reprises (en) pour quitter le Vermont et rejoindre le New Hampshire situé 40 km à l'est afin de protester contre la politique fiscale du Vermont. Ces votes ont cependant une portée essentiellement symbolique, car ils doivent être approuvés par les États du Vermont, du New Hampshire ainsi que par le Congrès américain.

## Démographie
En 2000 la ville comptait 1 095 habitants, 500 maisons et 282 familles résidentes. La densité de population était de 2,58 habitants au km2. La population est majoritairement blanche (97,63 % de la population).
Le revenu médian par famille est de 60 125 $ ; les hommes ayant un revenu médian s'élevant à 36 618 $ contre 27 368 $ pour les femmes. 6,4 % des familles et 7 % de la population y vivaient sous le seuil de pauvreté.

## Économie
La ville de Killington dispose avec la Killington Mountain Resort & Ski Area d'un important domaine skiable. Elle accueille également chaque année depuis 2013 la Carnage Gaming Convention, festival multi-jeux spécialisé dans les jeux de plateaux faisant venir plus de 1 000 visiteurs et durant lequel sera organisé en 2020 le championnat du monde de Diplomacy.